# CT Cha b
CT Cha b – obiekt astronomiczny orbitujący wokół gwiazdy CT Cha położonej w gwiazdozbiorze Kameleona. Masa obiektu oceniana jest na pomiędzy 11 a 23 MJ, co oznacza, że może być to planeta lub brązowy karzeł. Jego promień to około 2,2 RJ. Biorąc pod uwagę znaczną odległość CT Cha b od CT Cha, wynoszącą 440 j.a., bardziej prawdopodobne wydaje się, że jest to brązowy karzeł.